# Gō Hayama
Gō Hayama (japanisch 端山 豪 Hayama Gō; * 9. April 1993 in Machida) ist ein japanischer Fußballspieler.

## Karriere
Hayama erlernte das Fußballspielen in der Jugendmannschaft von Tokyo Verdy und der Universitätsmannschaft der Keiō-Universität. Seinen ersten Vertrag unterschrieb er 2013 bei Tokyo Verdy. Der Verein spielte in der zweithöchsten Liga des Landes, der J2 League. Für den Verein absolvierte er sieben Ligaspiele. 2015 wechselte er zum Erstligisten Albirex Niigata. Am Ende der Saison 2017 stieg der Verein in die zweite Liga ab. Für den Verein absolvierte er 24 Erstligaspiele. Im August 2018 wechselte er zum Ligakonkurrenten Tochigi SC. Für den Verein absolvierte er fünf Ligaspiele. 2019 wechselte er zum Ligakonkurrenten FC Machida Zelvia. Für den Verein absolvierte er vier Ligaspiele. 2020 wechselte er nach Australien, wo er sich Sydney Olympic anschloss.